# Анкинович, Леонид Леонович
Леонид Леонович Анкинович (26 июля 1930, Заболотье, Оршанский район — 1998, Заболотье, Витебская область) — юный герой Великой Отечественной войны, партизан Белорусского движения.

## Биография
Родился 26 июля 1930 года в деревне Заболотье, ныне Оршанского района Витебской области. Отец — Леон Никифорович, был оставлен по решению партийных властей для организации подпольной работы в тылу врага, мать — Анна Фёдоровна Анкинович. До начала Великой Отечественной войны мальчик успел завершить обучение во 2 классе Смолянской средней школы.
Для связи партизанского отряда с подпольем работающим в населённых пунктах Витебской области, Леону Никифоровичу нужно было подобрать надёжных людей. В число таких попали его супруга и сын Леонид. В июне 1942 года Анна Фёдоровна была арестована и расстреляна за связь с партизанами. Десятилетний Лёня продолжил помогать отцу: носил секретные записки из Заболотья в Оршу, из Кашино в Сомоново, встречался с необходимыми людьми. Мальчик стал разведчиком.
Позже в Оршанских лесах сформировались группы «лесных бойцов», Леонид примкнул к ним и стал юным партизаном. Он и его отец находились в бригаде Заслонова. Был направлен на хозяйственные работы.
Во время одной из операций был тяжело ранен боец партизанского отряда. Лекарств и бинтов в отряде не хватало, и младший Анкинович вызывался найти и принести нужные медикаменты. Направляясь в соседнюю деревню юноша внимательно изучал окрестность. Вернувшись назад в отряд он доложил о всех своих наблюдениях: о скрытых дзотах, траншеях, линиях связи, казармах, постах. Утром 13 августа 1942 года партизанский отряд направился к населённому пункту и уничтожил гитлеровский гарнизон.
В конце октября 1942 года Леонид, совершив подвиг, помог спастись двенадцати партизанам-подрывникам. Бойцы возвращались с боевого задания, Лёня их встретил у села Кашино. В километре от деревни подросток заметил немецкие грузовики с автоматчиками. Он бросился к отряду и стал криком предупреждать об опасности. Немецкие солдаты обрушили на него шквалистый огонь из оружия. Анкинович был ранен в руку, затем в левую ногу, а через несколько метров упал. Гитлеровцы поймали его и устроили ему жестокий допрос. Лёня обессиленный молчал, а потом потерял от мук сознание. Немцы посчитали, что школьник умер и ушли в деревню. Когда каратели покинули населённый пункт, партизаны вернулись, обнаружили Лёню и перенесли его в лагерь.
Долго проходя лечение, Лёня восстановился и вновь возвратился в отряд. Юноша участвовал в так называемой «рельсовой войне»: отправлял вражеские эшелоны под откос, нарушал гитлеровскую телефонную связь.
4 июля 1944 года отряд соединился с войсками Красной Армии. Некоторые партизаны ушли воевать дальше, а Лёня Анкинович остался в Заболотье, продолжил обучение. Завершив обучение в седьмом классе, он был направлен в военное училище летчиков в город Новосибирск, получал профессию лётчик-испытатель. В 1956 году, демобилизовавшись, Леонид возвратился в Оршу и устроился на работу слесарем на завод «Легмаш». В 1990 году вышел на заслуженный отдых.
Умер в 1998 году, похоронен в родной деревне Заболотье.

## Награды
- Орден Красной Звезды
- Медаль «Партизану Отечественной войны» II степени
- Медаль «За победу над Германией в Великой Отечественной войне 1941—1945 гг.»
- Орден Отечественной войны II степени[5] (1985)

## Память
- В. Морозов о героической жизни подростка во время Великой Отечественной войны написал книгу «Лёня Анкинович»;
- Андрей Григорьев посвятил школьнику стихотворение.